# RK Đakovo
Maillots
Le RK Đakovo est un club de handball, situé à Đakovo en Croatie, évoluant en Premijer Liga.

## Historiques
- 1954: Fondation du RK Đakovo.
- 2013: Le club monte en Premijer Liga.
- 2014: Le club finit onzième de la Premijer Liga.

## Joueurs emblématiques
- Domagoj Duvnjak
- Marko Kopljar